# Ballspielverein Borussia 09 Dortmund II 2021-2022
Questa voce raccoglie le informazioni riguardanti il Ballspielverein Borussia 09 Dortmund II nelle competizioni ufficiali della stagione 2021-2022.

## Stagione
Nella stagione 2021-2022 il Borussia Dortmund II, allenato da Enrico Maaßen, concluse il campionato di 3. Liga al 9º posto.

## Rosa
| N. |                        | Ruolo | Calciatore            |
| -- | ---------------------- | ----- | --------------------- |
| 1  | Germania (bandiera)    | P     | Jan Reckert           |
| 2  | Germania (bandiera)    | D     | Haymenn Bah-Traore    |
| 3  | Spagna (bandiera)      | D     | Guille Bueno          |
| 4  | Stati Uniti (bandiera) | D     | Lennard Maloney       |
| 5  | Francia (bandiera)     | D     | Dan-Axel Zagadou      |
| 7  | Croazia (bandiera)     | C     | Marco Pašalić         |
| 8  | Germania (bandiera)    | C     | Marco Hober           |
| 9  | Germania (bandiera)    | A     | Ted Tattermusch       |
| 10 | Germania (bandiera)    | C     | Berkan Taz            |
| 11 | Germania (bandiera)    | C     | Richmond Tachie       |
| 13 | Francia (bandiera)     | C     | Kamal Bafounta        |
| 14 | Germania (bandiera)    | A     | Steffen Tigges        |
| 17 | Germania (bandiera)    | A     | Timo Bornemann        |
| 18 | Germania (bandiera)    | D     | Antonios Papadopoulos |
| 19 | Germania (bandiera)    | C     | Ole Pohlmann          |

| N. |                        | Ruolo | Calciatore         |
| -- | ---------------------- | ----- | ------------------ |
| 20 | Islanda (bandiera)     | D     | Kolbeinn Finnsson  |
| 21 | Germania (bandiera)    | D     | Christian Viet     |
| 22 | Germania (bandiera)    | C     | Justin Njinmah     |
| 23 | Germania (bandiera)    | C     | Franz Pfanne       |
| 28 | Paesi Bassi (bandiera) | C     | Immanuël Pherai    |
| 29 | Germania (bandiera)    | D     | Felix Passlack     |
| 30 | Germania (bandiera)    | D     | Niklas Dams        |
| 32 | Guinea (bandiera)      | C     | Abdoulaye Kamara   |
| 33 | Germania (bandiera)    | A     | Moritz Broschinski |
| 34 | Germania (bandiera)    | A     | Youssoufa Moukoko  |
| 38 | Germania (bandiera)    | P     | Luca Unbehaun      |
| 40 | Germania (bandiera)    | P     | Stefan Drljača     |
| 42 | Svizzera (bandiera)    | A     | Bradley Fink       |
| 44 | Francia (bandiera)     | D     | Soumaïla Coulibaly |
| 45 | Germania (bandiera)    | P     | Silas Ostrzinski   |

## Organigramma societario
Area tecnica
- Allenatore: Enrico Maaßen
- Allenatore in seconda: Pascal Bieler, Sebastian Block
- Preparatore dei portieri: Thomas Feldhoff
- Preparatori atletici: Benjamin Schüßler, Markus Langer, Daniel Zolinski

## Calciomercato

### Sessione estiva
| Acquisti | Acquisti              | Acquisti                | Acquisti |
| R.       | Nome                  | da                      | Modalità |
| -------- | --------------------- | ----------------------- | -------- |
| D        | Guille Bueno          | Deportivo La Coruña     |          |
| D        | Christian Viet        | St. Pauli               |          |
| C        | Ole Pohlmann          | Wolfsburg II            |          |
| C        | Abdoulaye Kamara      | Paris Saint-Germain U19 |          |
| C        | Maik Amedick          | Borussia Dortmund U19   |          |
| C        | Kamal Bafounta        | Borussia Dortmund U19   |          |
| A        | Timo Bornemann        | F. Düsseldorf II        |          |
| P        | Leon Klußmann         | Borussia Dortmund U19   |          |
| D        | Antonios Papadopoulos | Hallescher              |          |
| C        | Marco Pašalić         | Stoccarda II            |          |
| C        | Immanuël Pherai       | PEC Zwolle              |          |
| A        | Ted Tattermusch       | Meppen                  |          |
| C        | Berkan Taz            | Verl                    |          |

| Cessioni | Cessioni          | Cessioni             | Cessioni |
| R.       | Nome              | a                    | Modalità |
| -------- | ----------------- | -------------------- | -------- |
| D        | Maximilian Hippe  | Kaiserslautern       |          |
| C        | Aday Ercan        | Rödinghausen         |          |
| P        | Krystian Woźniak  | Homburg              |          |
| A        | Alaa Bakir        | Duisburg             |          |
| C        | Taylan Duman      | Norimberga           |          |
| C        | Philipp Harlaß    | Aubstadt             |          |
| C        | Patrick Osterhage | Bochum               |          |
| C        | Migel Schmeling   | Verl                 |          |
| C        | Dominik Wanner    | Magonza II           |          |
| D        | Henri Weigelt     | TSV Steinbach Haiger |          |
| A        | Malte Wengerowski | Blau-Weiß Lohne      |          |

### Sessione invernale
| Acquisti | Acquisti       | Acquisti        | Acquisti |
| R.       | Nome           | da              | Modalità |
| -------- | -------------- | --------------- | -------- |
| C        | Justin Njinmah | Werder Brema II |          |

| Cessioni | Cessioni           | Cessioni              | Cessioni |
| R.       | Nome               | a                     | Modalità |
| -------- | ------------------ | --------------------- | -------- |
| C        | Tobias Raschl      | Greuther Fürth        |          |
| D        | Albin Thaqi        | Fortuna Colonia       |          |
| C        | Ansgar Knauff      | Eintracht Francoforte |          |
| C        | Čebrails Makreckis | Viktoria Berlino      |          |
| C        | Florian Krebs      | Honka                 |          |
| C        | Maik Amedick       | Wiedenbrück           |          |
| P        | Leon Klußmann      | Kray                  |          |

## Risultati

### 3. Liga

#### Girone di andata
| Arbitro: | Fuchs |

|          |           |                       |
| König 3’ | Marcatori | 13’ Pherai 58’ Raschl |

| Arbitro: | Hussein |

|             |           |             |
| Pašalić 16’ | Marcatori | 61’ Boyamba |

| Arbitro: | Haslberger |

|                 |           |                                                            |
| Schade 12’, 34’ | Marcatori | 14’ Pašalić 16’ Bornemann 22’ Tachie 59’ Taz 90’ Makreckis |

| Dortmund 21 agosto 2021, ore 14:00 CEST 4ª giornata | Borussia Dortmund II | 0 – 0 referto | Saarbrücken | Stadio Rote Erde (1 079 spett.)\| Arbitro: \| Thomsen \| |
| Arbitro:                                            | Thomsen              |               |             |                                                          |

| Arbitro: | Kessel |

|                      |           |         |
| Heider 14’ Kunze 74’ | Marcatori | 53’ Taz |

| Arbitro: | Oldhafer |

|                                       |           |           |
| Tigges 32’, 57’ Taz 51’ Bornemann 88’ | Marcatori | 28’ Ademi |

| Arbitro: | Schwengers |

|  |           |            |
|  | Marcatori | 69’ Tachie |

| Arbitro: | Erbst |

|  |           |                      |
|  | Marcatori | 50’ Schuler 56’ Atik |

| Arbitro: | Reichel |

|  |           |         |
|  | Marcatori | 15’ Taz |

| Arbitro: | Hempel |

|                       |           |               |
| Sorge 42’ Türpitz 68’ | Marcatori | 87’ Bornemann |

| Arbitro: | Benen |

|                      |           |  |
| Raschl 2’ Tachie 25’ | Marcatori |  |

| Arbitro: | Erbst |

|                                                       |           |                          |
| Pfanne 11’ (aut.) Henning 15’ Peña 62’ Kobylański 90’ | Marcatori | 13’ Pohlmann 74’ Maloney |

| Arbitro: | Ballweg |

|  |           |             |
|  | Marcatori | 27’ Buballa |

| Arbitro: | Braun |

|                    |           |         |
| Küc 38’ Falcão 86’ | Marcatori | 42’ Taz |

| Arbitro: | Glaser |

|  |           |            |
|  | Marcatori | 15’ Krüger |

| Arbitro: | Müller |

|          |           |                 |
| Boyd 53’ | Marcatori | 30’, 63’ Pherai |

| Dortmund 27 novembre 2021, ore 14:00 CET 17ª giornata | Borussia Dortmund II | 0 – 0 referto | Kaiserslautern | Stadio Rote Erde (3 128 spett.)\| Arbitro: \| Burda \| |
| Arbitro:                                              | Burda                |               |                |                                                        |

| Arbitro: | Exner |

|  |           |                         |
|  | Marcatori | 33’ Knauff 35’, 42’ Taz |

| Arbitro: | Fuchs |

|  |           |                 |
|  | Marcatori | 25’ Lex 49’ Bär |

#### Girone di ritorno
| Arbitro: | Sather |

|                               |           |            |
| Pherai 21’ Pfanne 28’ Taz 46’ | Marcatori | 65’ Coskun |

| Arbitro: | Kampka |

|                |           |                                           |
| Schnatterer 9’ | Marcatori | 74’ Pohlmann 90’ Pherai 90’ (rig.) Raschl |

| Arbitro: | Alt |

|           |           |                    |
| Tigges 5’ | Marcatori | 54’ (rig.) Leopold |

| Arbitro: | Ballweg |

|                         |           |  |
| Grimaldi 51’ Gouras 79’ | Marcatori |  |

| Arbitro: | Erbst |

|                        |           |                          |
| Tigges 36’ Moukoko 60’ | Marcatori | 73’ (rig.), 90’ Simakala |

| Arbitro: | Schwengers |

|                |           |                                       |
| Stoppelkamp 8’ | Marcatori | 3’ (rig.), 51’ (rig.) Taz 66’ Njinmah |

| Arbitro: | Müller |

|            |           |  |
| Tachie 72’ | Marcatori |  |

| Arbitro: | Willenborg |

|                                   |           |  |
| Atik 63’ (rig.) Pfanne 67’ (aut.) | Marcatori |  |

| Arbitro: | Winter |

|                      |           |                                   |
| Fink 13’ Njinmah 62’ | Marcatori | 45’ Thiel 50’ Gürleyen 66’ Brumme |

| Arbitro: | Lechner |

|  |           |             |
|  | Marcatori | 74’ Vrenezi |

| Arbitro: | Heft |

|                                 |           |           |
| Breunig 20’ Kopacz 35’ Sané 87’ | Marcatori | 4’ Pfanne |

| Arbitro: | Aarnink |

|  |           |              |
|  | Marcatori | 26’ Multhaup |

| Arbitro: | Eckermann |

|  |           |                       |
|  | Marcatori | 26’ Pfanne 86’ Tachie |

| Arbitro: | Schwengers |

|  |           |               |
|  | Marcatori | 59’ Benyamina |

| Arbitro: | Fuchs |

|             |           |             |
| Hemlein 16’ | Marcatori | 55’ Njinmah |

| Dortmund 23 aprile 2022, ore 14:00 CEST 35ª giornata | Borussia Dortmund II | 0 – 0 referto | Hallescher | Signal Iduna Park (3 465 spett.)\| Arbitro: \| Greif \| |
| Arbitro:                                             | Greif                |               |            |                                                         |

| Arbitro: | Osmers |

|           |           |                                 |
| Götze 90’ | Marcatori | 32’ Fink 59’ Njinmah 81’ Pherai |

| Arbitro: | Thomsen |

|            |           |                        |
| Tachie 39’ | Marcatori | 56’ Rabihic 63’ Petkov |

| Arbitro: | Schlager |

|                                                             |           |                                             |
| Lex 18’ Bär 21’, 59’ Biankadi 54’ Deichmann 75’ Dressel 84’ | Marcatori | 23’ Papadopoulos 45’ Njinmah 83’ Bah-Traore |

## Statistiche

### Statistiche di squadra
| Competizione | Punti | In casa | In casa | In casa | In casa | In casa | In casa | In trasferta | In trasferta | In trasferta | In trasferta | In trasferta | In trasferta | Totale | Totale | Totale | Totale | Totale | Totale | DR |
| Competizione | Punti | G       | V       | N       | P       | Gf      | Gs      | G            | V            | N            | P            | Gf           | Gs           | G      | V      | N      | P      | Gf     | Gs     | DR |
| ------------ | ----- | ------- | ------- | ------- | ------- | ------- | ------- | ------------ | ------------ | ------------ | ------------ | ------------ | ------------ | ------ | ------ | ------ | ------ | ------ | ------ | -- |
| 3. Liga      | 49    | 18      | 4       | 6       | 8       | 17      | 19      | 18           | 10           | 1            | 7            | 34           | 29           | 36     | 14     | 7      | 15     | 51     | 48     | +3 |
| Totale       | 49    | 18      | 4       | 6       | 8       | 17      | 19      | 18           | 10           | 1            | 7            | 34           | 29           | 36     | 14     | 7      | 15     | 51     | 48     | +3 |

### Andamento in campionato
| Giornata  | 1 | 2 | 3 | 4 | 5 | 6 | 7 | 8 | 9 | 10 | 11 | 12 | 13 | 14 | 15 | 16 | 17 | 18 | 19 | 20 | 21 | 22 | 23 | 24 | 25 | 26 | 27 | 28 | 29 | 30 | 31 | 32 | 33 | 34 | 35 | 36 | 37 | 38 |
| --------- | - | - | - | - | - | - | - | - | - | -- | -- | -- | -- | -- | -- | -- | -- | -- | -- | -- | -- | -- | -- | -- | -- | -- | -- | -- | -- | -- | -- | -- | -- | -- | -- | -- | -- | -- |
| Luogo     | T | C | T | C | T | C | T | C | T | T  | C  | T  | C  | T  | C  | T  | C  | T  | C  | C  | T  | C  | T  | C  | T  | C  | T  | C  | C  | T  | C  | T  | C  | T  | C  | T  | C  | T  |
| Risultato | V | N | V | N | P | V | V | P | V |    | V  | P  | P  | P  | P  | V  | N  | V  | P  | V  | V  | N  | P  | N  | V  | V  | P  | P  |    | P  | P  | V  | P  | N  | N  | V  | P  | P  |
| Posizione | 3 | 4 | 2 | 3 | 8 | 3 | 3 | 4 | 3 | 3  | 1  | 2  | 4  | 7  | 9  | 7  | 8  | 5  | 7  | 7  | 4  | 4  | 8  | 8  | 5  | 4  | 4  | 8  | 9  | 9  | 9  | 9  | 9  | 9  | 9  | 8  | 9  | 9  |

Legenda:

Luogo: C = Casa; T = Trasferta. Risultato: V = Vittoria; N = Pareggio; P = Sconfitta.

### Statistiche dei giocatori
| M. Amedick      | 0  | 0  | 0  | 0 |
| K. Bafounta     | 3  | 0  | 1  | 0 |
| H. Bah-Traore   | 22 | 1  | 2  | 0 |
| T. Bornemann    | 22 | 3  | 1  | 0 |
| M. Broschinski  | 10 | 0  | 0  | 0 |
| G. Bueno        | 13 | 0  | 2  | 0 |
| S. Coulibaly    | 9  | 0  | 1  | 0 |
| N. Dams         | 26 | 0  | 0  | 1 |
| S. Drljača      | 15 | 0  | 1  | 0 |
| B. Fink         | 10 | 2  | 0  | 0 |
| K. Finnsson     | 19 | 0  | 5  | 0 |
| M. Hippe        | 1  | 0  | 0  | 0 |
| M. Hober        | 15 | 0  | 6  | 0 |
| A. Kamara       | 14 | 0  | 1  | 0 |
| L. Klußmann     | 0  | 0  | 0  | 0 |
| A. Knauff       | 8  | 1  | 3  | 0 |
| F. Krebs        | 2  | 0  | 1  | 0 |
| Č. Makreckis    | 15 | 1  | 0  | 0 |
| L. Maloney      | 27 | 1  | 6  | 2 |
| Y. Moukoko      | 2  | 1  | 0  | 0 |
| J. Njinmah      | 17 | 5  | 2  | 0 |
| S. Ostrzinski   | 0  | 0  | 0  | 0 |
| A. Papadopoulos | 26 | 1  | 11 | 0 |
| F. Passlack     | 1  | 0  | 0  | 0 |
| M. Pašalić      | 13 | 2  | 3  | 0 |
| F. Pfanne       | 36 | 3  | 9  | 0 |
| I. Pherai       | 31 | 6  | 9  | 0 |
| O. Pohlmann     | 37 | 2  | 1  | 0 |
| T. Raschl       | 22 | 3  | 1  | 0 |
| J. Reckert      | 1  | 0  | 0  | 0 |
| R. Tachie       | 33 | 6  | 7  | 2 |
| T. Tattermusch  | 31 | 0  | 5  | 0 |
| B. Taz          | 37 | 10 | 2  | 0 |
| A. Thaqi        | 3  | 0  | 0  | 0 |
| S. Tigges       | 5  | 4  | 0  | 0 |
| L. Unbehaun     | 22 | 0  | 1  | 0 |
| C. Viet         | 30 | 0  | 3  | 0 |
| D. Zagadou      | 3  | 0  | 0  | 0 |